# Socialism för de rika och kapitalism för de fattiga
Socialism för de rika och kapitalism för de fattiga är en aforism för att makthavare i avancerade kapitalistiska samhällen ser till att mer resurser flödar till de rika än till de fattiga, till exempel i form av transfereringar.
Begreppet företagsbidrag används av kritiker av kapitalism för att beskriva förmåner som beviljas stora företag av politiker. En återkommande kritik är att staten och den kapitalistiska politiska ekonomin tillåter stora företag att "privatisera vinster och socialisera förluster". Under finanskrisen 2007-2008 förekom kritik av att de amerikanska skattebetalarna tvingades betala för storbankernas förluster men egnahemsägare med ekonomiska problem förlorade sina hem.
Variationer av uttrycket som förekommer:
- privatisera vinster och socialisera risker/förluster/skulder
- socialism för miljonärer.[11]
- marknader, entreprenörskap och kapitalism för de fattiga och statligt skydd och socialism för de rika.[12]
- socialism för de rika, en rejäl soppslev nyliberalism åt resten[13]